# Horodiște (Rîșcani)
Horodiște è un comune della Moldavia situato nel distretto di Rîșcani di 932 abitanti al censimento del 2004